# Veliškovci
Veliškovci su naselje u Hrvatskoj, regiji Slavoniji u Osječko-baranjskoj županiji i nalaze se u sastavu grada Belišća.

## Zemljopisni položaj
Veliškovci se nalazi na 94 metara nadmorske visine u nizini istočnohrvatske ravnice. Selo se nalazi pored državne ceste D34 Valpovo – Donji Miholjac. Susjedna naselja: istočno Belišće i Kitišanci, a sjeverno Gat (granica između ova dva naselja je državna cesta D34), te jugoistočno Tiborjanci. Zapadno Črnkovci i jugozapadno Marijanci naselja u općini Marijanci. Pripadajući poštanski broj je 31554 Belišće, telefonski pozivni 031 i registarska pločica vozila OS (Osijek). Površina katastarske jedinice naselja Veliškovci je 10,73 km2.

## Stanovništvo
| broj stanovnika | 546   | 602   | 562   | 595   | 603   | 621   | 596   | 607   | 852   | 876   | 850   | 886   | 833   | 785   | 717   | 685   | 561   |
|                 | 1857. | 1869. | 1880. | 1890. | 1900. | 1910. | 1921. | 1931. | 1948. | 1953. | 1961. | 1971. | 1981. | 1991. | 2001. | 2011. | 2021. |

## Povijest
Prvi spomen naselja potječe iz sredine 15. stoljeća kada postaje dijelom valpovačkog vlastelistva u vlasništvu mačvanskih banova Morovića. Za vladavine Turaka u Veliškovcima živi stanovništvo kalvinske vjere. U prvoj polovici 19. stoljeća selo naseljavaju Nijemci, koji selu daju današnje obrise. Grade crkvu koja je završena 1902., a status katoličke župe selo ima još od 1840. Tokom Drugog svjetskog rata u jesen 1944. većina stanovnika njemačke nacionalnosti napušta selo prije dolaska partizana i odlazi prema Austriji. Oni koji su ostali u svibnju 1945. su sprovedeni u Radni logor Valpovo jer su nove vlasti pripisale kolektivnu krivnju svim pripadnicima njemačke nacionalnosti bez obzira na starost i spol. Svima je oduzeta imovina pa se većina nakon povratka iz logora, gdje su neki i ostavili živote, nema gdje vratiti i bivaju protjerani u Austriju i Njemačku. Nakon Drugog svjetskog rata selo naseljavaju novi stanovnici većinom iz Hrvatskog zagorja, te nekoliko obitelji iz Bosne.  

## Crkva
U selu se nalazi rimokatolička crkva Sv. Roka koja je i sjedište istoimene župe, a pripada donjomiholjačkom dekanatu Đakovačko-osječke nadbiskupije. Crkveni god (proštenje) ili kirvaj slavi se 16. kolovoza.

## Obrazovanje i školstvo
U selu se nalazi škola do 8. razreda koja radi u sklopu Osnovne škole Ivan Kukuljević Belišće.

## Kultura
Kulturno umjetničko društvo "Ante Evetović Miroljub" Veliškovci, Gat i Tiborjanci.

## Šport
NK Croatia Veliškovci natječe se u sklopu 2. ŽNL NS Valpovo – Donji Miholjac. Klub je osnovan 1947. godine.

## Ostalo
U selu djeluje Dobrovoljno vatrogasno društvo Veliškovci, osnovano 1926. godine.

## Vanjske poveznice
- http://www.belisce.net/
- http://os-ikukuljevica-belisce.skole.hr/  Arhivirana inačica izvorne stranice od 23. siječnja 2014. (Wayback Machine)